# Relações entre Malásia e Tailândia
As relações entre Malásia e Tailândia refere-se às relações diplomáticas entre os dois países, a Malásia e a Tailândia. A Tailândia tem uma embaixada em Kuala Lumpur, enquanto a Malásia tem uma embaixada em Bangkok.
Malásia e Tailândia normalmente cooperam em áreas como comércio e investimentos, segurança, educação e formação profissional, juventude, desporto e turismo, conectividade e desenvolvimento sócio-económico nas zonas fronteiriças.
Recentemente, as relações entre as duas nações se tornaram hostis devido aos movimentos separatistas em três províncias do sul da Tailândia, onde vivem muitos etnicamentes malaios. Houve alegações, por parte do governo tailandês, de que a Malásia tem tido um interesse na causa de seus adversários na guerra, mas a afirmação é veementemente refutada pelo governo malaio.

## História
O Sultanato de Malaca voluntariamente se tornou um protetorado e estado tributário para a dinastia Daming, da China, que protegia Malaca contra os seus inimigos com a força militar, permitindo que o sultanato muçulmano pudesse prosperar. os chineses repeliam Sião e Majapait em suas tentativas de conquistar Malaca, e também envolveram-se em guerra contra Portugal, que também desejava a conquista de Malaca.
Na base de Malaca, os povos nativos tinham o Hinduísmo e Budismo como influência. De acordo com os registros, Malaca foi muitas vezes atacada pelos antigos inimigos Majapait e os rivais do reino de Ayutthaya. Malaca foi capaz de segurar sua posição e lutar contra os inimigos. O sultão Parameswara decidiu enviar seu embaixador para visitar o Imperador da China, uma superpotência no período, e ambos concordaram em se tornar aliados. O acordo entre o Império Malaca e o Império da China tratava principalmente das tentativas de conquista por parte do reino de Ayutthaya (atual Tailândia) e Império de Majapait. Mais tarde, alguns registros sugerem que, durante as atividades comerciais e com a chegada do almirante chinês-muçulmano "Cheng Ho" ou Zheng He, Parameswara converteu-se ao Islão e adotou um nome islâmico, Sultão Iskandar Shah. A nova religião espalhou-se rapidamente por toda o sultanato.
Por diversas vezes, a dinastia Ming, da China, advertiu Sião e Majapait contra a tentativa de conquistar e atacar o sultanato de Malaca, colocando o Sultanato de Malaca sob proteção chinesa como um protetorado, e dando ao governante de Malaca o título de Rei. Os chineses reforçaram vários armazéns em Malaca. O sultanato muçulmano floresceu devido à proteção chinesa contra Sião e outras potências que queriam atacar Malaca. A Tailândia foi também um afluente para a China e teve de obedecer às ordens da China de não atacar.